# Liste des routes provinciales du Nouveau-Brunswick
La liste des routes provinciales du Nouveau-Brunswick recense toutes les routes numérotées du Nouveau-Brunswick sous juridiction provinciale, précisément sous celle du Ministère des Transports et de l'Infrastructure. À l'origine, les routes du Nouveau-Brunswick étaient numérotées de 1 à 42. En 1965, un nouveau système est mis en place. Celui-ci possède trois catégories: les routes principales numérotées de 0 à 99, les routes secondaires numérotées de 100 à 199 et les routes locales numérotées de 200 à 999. 
La signalisation routière est bilingue (anglais/français) dans toute la province.

## Routes principales (0 à 99)
Indiquées par des panneaux verts, ces routes sont les routes principales du réseau. Les routes 1, 2, 7, 8, 11, 15, 16 et 95 comptent toutes des segments autoroutiers ou de voies rapides. Les limites de vitesse varient entre 80 et 110 km/h (50 à 68 mph).
| Numéro   | Longueur (km) | Longueur (mi) | Terminus sud ou ouest                                                 | Terminus nord ou est                                                 | Notes                 |
| -------- | ------------- | ------------- | --------------------------------------------------------------------- | -------------------------------------------------------------------- | --------------------- |
| Route 1  | 239,00        | 147,00        | International Avenue à la frontière canado-américaine à Saint-Stephen | NB-2 à River Glade                                                   |                       |
| Route 2  | 519,00        | 319,00        | A-85 à la frontière du Québec près d'Edmundston                       | Route 104 à la frontière de la Nouvelle-Écosse près de Fort Lawrence | Route transcanadienne |
| Route 3  | 92,00         | 58,30         | NB-170 à Saint-Stephen                                                | NB-102 à Long Creek                                                  |                       |
| Route 4  | 28,00         | 17,60         | SR-6 à la frontière canado-américaine à Sainte-Croix                  | NB-3 à Thomaston Corner                                              |                       |
| Route 7  | 97,00         | 60,00         | NB-101 à Fredericton                                                  | NB-1 près de Saint-Jean                                              |                       |
| Route 8  | 255,00        | 160,00        | NB-2 près de Fredericton                                              | NB-11 près de Bathurst                                               |                       |
| Route 10 | 144,00        | 89,00         | NB-8 à Fredericton                                                    | NB-1 à Sussex                                                        |                       |
| Route 11 | 430,00        | 273,70        | NB-2 / NB-15 près de Shédiac                                          | R-132 à la frontière du Québec près de Matapédia, Qc                 |                       |
| Route 15 | 79,00         | 48,90         | NB-106 / NB-114 à Riverview                                           | NB-16 / NB-970 près de Strait Shores                                 |                       |
| Route 16 | 52,00         | 34,90         | NB-2 à Aulac                                                          | Route 1 sur le Pont de la Confédération                              | Route transcanadienne |
| Route 17 | 148,00        | 90,00         | NB-2 à Saint-Léonard                                                  | NB-11 à Glencoe                                                      |                       |
| Route 95 | 15,00         | 9,00          | I-95 à la frontière canado-américaine à Woodstock                     | NB-2 / NB-103 à de Woodstock                                         |                       |
|          |               |               |                                                                       |                                                                      |                       |

## Routes secondaires (100 à 199)
Indiquées par des panneaux bleus, ces routes secondaires sont parfois l'ancien tracé d'une route principale ou le lien entre deux petites villes ou entre une route principale et une petite ville. Les limites de vitesse sont généralement autour de 80 km/h (50 mph).

### Liste complète
| 100-119 | 120-139 | 140-159                                         | 160-179                                                                             | 180-199                 |
| --- | --- | ----------------------------------------------- | ----------------------------------------------------------------------------------- | ----------------------- |
| - Route 100 - Route 101 - Route 102 - Route 103 - Route 104 - Route 105 - Route 106 - Route 107 - Route 108 - Route 109 - Route 110 - Route 111 - Route 112 - Route 113 - Route 114 - Route 115 - Route 116 - Route 117 - Route 118 - Route 119 | - Route 120 - Route 121 - Route 122 - Route 123 - Route 124 - Route 126 - Route 127 - Route 128 - Route 130 - Route 132 - Route 133 - Route 134 - Route 135 | - Route 140 - Route 144 - Route 145 - Route 150 | - Route 160 - Route 161 - Route 165 - Route 170 - Route 172 - Route 176 - Route 177 | - Route 180 - Route 190 |

## Routes locales (200 à 999)
Indiquées par dea panneaux noirs, ces routes sont des routes tertiaires qui relient de petites communautés entre elles et avec de plus grandes collectivités. Les limites de vitesse sont généralement de 80 km/h (50 mph) mais sont parfois plus basses dépendamment de la configuration des routes.
| 200-399 | 400-599 | 600-799 | 800-999 |
| --- | --- | --- | --- |
| - Route 205 - Route 215 - Route 218 - Route 255 - Route 260 - Route 265 - Route 275 - Route 280 - Route 303 - Route 305 - Route 310 - Route 313 - Route 315 - Route 320 - Route 322 - Route 325 - Route 330 - Route 335 - Route 340 - Route 255 - Route 350 - Route 355 - Route 360 - Route 363 - Route 365 - Route 370 - Route 375 - Route 380 - Route 385 - Route 390 - Route 395 | - Route 415 - Route 420 - Route 425 - Route 430 - Route 435 - Route 440 - Route 445 - Route 450 - Route 455 - Route 460 - Route 465 - Route 470 - Route 475 - Route 480 - Route 485 - Route 490 - Route 495 - Route 505 - Route 510 - Route 515 - Route 525 - Route 530 - Route 535 - Route 540 - Route 550 - Route 555 - Route 560 - Route 565 - Route 570 - Route 575 - Route 580 - Route 585 - Route 590 - Route 595 | - Route 605 - Route 610 - Route 615 - Route 616 - Route 617 - Route 620 - Route 625 - Route 628 - Route 630 - Route 635 - Route 636 - Route 640 - Route 645 - Route 655 - Route 670 - Route 690 - Route 695 - Route 705 - Route 710 - Route 715 - Route 725 - Route 730 - Route 735 - Route 740 - Route 745 - Route 750 - Route 755 - Route 760 - Route 770 - Route 772 - Route 774 - Route 776 - Route 778 - Route 780 - Route 785 - Route 790 - Route 795 | - Route 820 - Route 825 - Route 845 - Route 850 - Route 855 - Route 860 - Route 865 - Route 870 - Route 875 - Route 880 - Route 885 - Route 890 - Route 895 - Route 905 - Route 910 - Route 915 - Route 925 - Route 933 - Route 935 - Route 940 - Route 945 - Route 950 - Route 955 - Route 960 - Route 970 |